# 水戸野のシダレザクラ
水戸野のシダレザクラ（みどの-）は、岐阜県加茂郡白川町にあるエドヒガンの一本桜。
江戸時代の初め頃、水戸野の庄屋である渡辺家の墓守桜として植えられた。1967年（昭和42年）に岐阜県の天然記念物に指定されている。種類はエドヒガンザクラの変種でおり、樹齢は約400年の老樹である。平成15年（2003年）に桜の土台に石垣が設けられ、平成18年（2006年）には夜間照明が行われるようになった。桜の下にある水田に桜が映る鏡桜が見どころとして知られる。

## 基礎情報
- 種類：エドヒガンザクラ
- 高さ：約15m
- 枝張り：東西約25m、南北23m
- 幹周り：約3.6m
- 所在地：岐阜県加茂郡白川町水戸野岩野2952